# Dolina Ścinawki
Dolina Ścinawki (355–380 m n.p.m.) – mikroregion w Sudetach Środkowych w Obniżeniu Ścinawki w woj. dolnośląskim.

## Położenie
Dolina Ścinawki położona jest między Wzgórzami Włodzickimi a Wzgórzami Ścinawskimi wzdłuż koryta rzeki Ścinawki na terenie południowo-zachodniej Polski (województwo dolnośląskie) i środkowo-północnych Czech (kraj hradecki).

## Opis
Dolina Ścinawki to głęboka forma erozyjna doliny o wąskim, lekko falistym płaskim dnie i stromych asymetrycznych zboczach. Dolina rozdziela Wzgórza Ścinawskie położone na południowym zachodzie od Wzgórz Włodzickich i Gór Suchych na północy. Wzdłuż doliny środkiem płynie rzeka Ścinawka. Dolina Ścinawki jest przedłużeniem Kotliny Kłodzkiej rozciągającej się na południowy wschód od doliny.
Obszar doliny jest ciekawy geologicznie i krajobrazowo. Charakteryzuje się panoramami widokowymi, rozciągającymi się ze zboczy i wyżej leżącej wierzchowiny. Wzdłuż koryta rzeki ciągnie się starodrzew zieleni ługowej z drzew liściastych, liczny jest również starodrzew świerkowy w formie nasadzeń przydomowych.

## Budowa
Wzdłuż koryta Ścinawki widoczny kontakt dwóch odmiennych struktur geologicznych: łupków i piaskowców czerwonego spągowca z permskimi skałami wulkanicznymi; melafirami, które były eksploatowane w pobliskim kamieniołomie. Powierzchnia zrównania doliny pokryta jest cienką warstwą utworów czwartorzędowych, glin deluwialnych, utworów eolicznych, a także osadów polodowcowych. Środek kotliny wyznacza wcięte koryto rzeki Ścinawki wraz z ujściowymi odcinkami dolin potoków jej dopływów.

## Krajobraz
Krajobraz doliny uwarunkowany jest budową i przeszłością geologiczną, przedstawia krajobraz lekko falistej równiny. Najwyższe położenie doliny wynosi 380 m n.p.m. a najniższe 355 m n.p.m. Cały obszar jest równinny, falisty, łagodnie ciągnący się w kierunku wschodnim wzdłuż koryta Ścinawki. Poza nielicznymi wzniesieniami obszar doliny nie jest porośnięty lasem. Teren jest średnio zaludniony, większość obszaru zajmują pola uprawne i łąki. Krajobraz jest przeobrażony, ale tylko w nieznacznym stopniu zurbanizowany.

## Klimat
Położenie fizycznogeograficzne doliny oraz masyw Gór Suchych osłaniający okolicę od północy i Gór Stołowych od południa sprawiają, że nad obszarem ścierają się masy powietrzne, wpływające na kształtowanie się typów pogody i zjawisk atmosferycznych tego mikroregionu. Klimat jest umiarkowany, przejściowy, ciepły, charakteryzujący się zmiennym stanem pogody. Pory roku są łatwo rozpoznawalne i wyznaczane przez przebieg temperatury: ciepła i wilgotna wiosna, ciepłe i często suche lato, chłodna i wilgotna jesień oraz zima z niewielkimi opadami śniegu. Zachmurzenie średnie występuje w okresie jesienno-zimowym, najmniejsze w lecie. Opadom często towarzyszą gwałtowne burze z wyładowaniami.

## Wody
Dolina Ścinawki położona jest w dorzeczu Odry, największą rzeką doliny jest Ścinawka (czes. Stenava), lewostronny dopływy Nysy Kłodzkiej. Większymi dopływami Ścinawki odwadniającymi dolinę są: Czerwionek, Bożkowski Potok, Dzik, Włodzica, Piekło, Roszycki Potok, Božianowský Potok.

## Miejscowości
Wzdłuż doliny położone są miejscowości: Otovice, Tłumaczów, Ścinawka Górna, Ścinawka Średnia, Ścinawka Dolna.